# Kleinbahn Goldbeck–Werben (Elbe)
| Bahnsteigkante in Möllendorf mit Radweg auf der alten Trasse |                      |                        |                        |
| Kursbuchstrecke: | 183u (1934)          |                        |                        |
| Streckenlänge: | 21,5 km              |                        |                        |
| Spurweite: | 1435 mm (Normalspur) |                        |                        |
| |                      |                        |                        |
| \| \| \| von Stendal \| \| \| \| 0,0 \| Goldbeck (b Osterburg) \| Goldbeck (b Osterburg) \| \| \| \| nach Wittenberge \| \| \| \| 2,2 \| Möllendorf \| Möllendorf \| \| \| 4,3 \| Walsleben \| Walsleben \| \| \| 6,5 \| Rohrbeck \| Rohrbeck \| \| \| 8,7 \| Iden \| Iden \| \| \| 10,2 \| Rengerslage \| Rengerslage \| \| \| 11,0 \| Gehrhof \| Gehrhof \| \| \| 12,7 \| Giesenslage \| Giesenslage \| \| \| 15,3 \| Behrendorf \| Behrendorf \| \| \| 19,6 \| Werben (Elbe) \| Werben (Elbe) \| \| \| 21,5 \| Werben Hafen \| Werben Hafen \| |                      |                        |                        |
| Strecke |                      | von Stendal            | von Stendal            |
| Bahnhof | 0,0                  | Goldbeck (b Osterburg) | Goldbeck (b Osterburg) |
| Abzweig ehemals geradeaus und nach links |                      | nach Wittenberge       | nach Wittenberge       |
| Haltepunkt / Haltestelle (Strecke außer Betrieb) | 2,2                  | Möllendorf             | Möllendorf             |
| Bahnhof (Strecke außer Betrieb) | 4,3                  | Walsleben              | Walsleben              |
| Bahnhof (Strecke außer Betrieb) | 6,5                  | Rohrbeck               | Rohrbeck               |
| Bahnhof (Strecke außer Betrieb) | 8,7                  | Iden                   | Iden                   |
| Haltepunkt / Haltestelle (Strecke außer Betrieb) | 10,2                 | Rengerslage            | Rengerslage            |
| Dienststation / Betriebs- oder Güterbahnhof (Strecke außer Betrieb) | 11,0                 | Gehrhof                | Gehrhof                |
| Bahnhof (Strecke außer Betrieb) | 12,7                 | Giesenslage            | Giesenslage            |
| Bahnhof (Strecke außer Betrieb) | 15,3                 | Behrendorf             | Behrendorf             |
| Bahnhof (Strecke außer Betrieb) | 19,6                 | Werben (Elbe)          | Werben (Elbe)          |
| Betriebs-/Güterbahnhof Streckenende (Strecke außer Betrieb) | 21,5                 | Werben Hafen           | Werben Hafen           |

Die Goldbeck-Werben-Elbe Kleinbahn GmbH war eine Kleinbahn in der Altmark mit einem Stammkapital von 1 Million Mark, das hundertprozentig im Besitz des Rittergutsbesitzers Philipp Freise in Iden war; er war Zuckerrübenbauer und Hauptaktionär der Zuckerfabrik Goldbeck im Landkreis Osterburg.

## Geschichte
Als Verbindung zwischen dem Gut Iden und der Zuckerfabrik Goldbeck hatte Philipp Freise zunächst 1880 bis 1882 eine Pferdebahn zwischen Iden und Goldbeck errichten und 1884 bis Giesenslage verlängern lassen. In Goldbeck gab es einen Anschluss an die Bahnstrecke Magdeburg–Wittenberge. Ab 1. April 1886 wurde der Verkehr mit Dampflokomotiven aufgenommen.
Nach dem Inkrafttreten des Preußischen Kleinbahngesetzes im Jahre 1892 gründete Freise die GmbH und wandelte die Bahn am 1. Oktober 1898 in eine normalspurige Kleinbahn um, welche nun auch die Kleinstadt Werben an der Elbe mit der Hauptstrecke Wittenberge–Stendal verband. 1906 schloss sich in Werben eine Verlängerung zum Hafen an, die nur dem Güterverkehr diente. Die Betriebsführung der 21 km langen Kleinbahn oblag bis 1927 der Betriebsabteilung Halle der Firma Lenz & Co GmbH.
1944 verkehrten werktags vier Zugpaare und sonntags zwei zwischen Werben und Goldbeck, die für die 19,6 km lange Strecke zwischen 46 und 69 Minuten benötigten.
Nach dem Zweiten Weltkrieg wurde die Bahn 1946 den Sächsischen Provinzbahnen GmbH unterstellt. Am 1. April 1949 wurde sie Teil der Deutschen Reichsbahn, die den Verkehr bis zum 25. September 1971 aufrechterhielt.

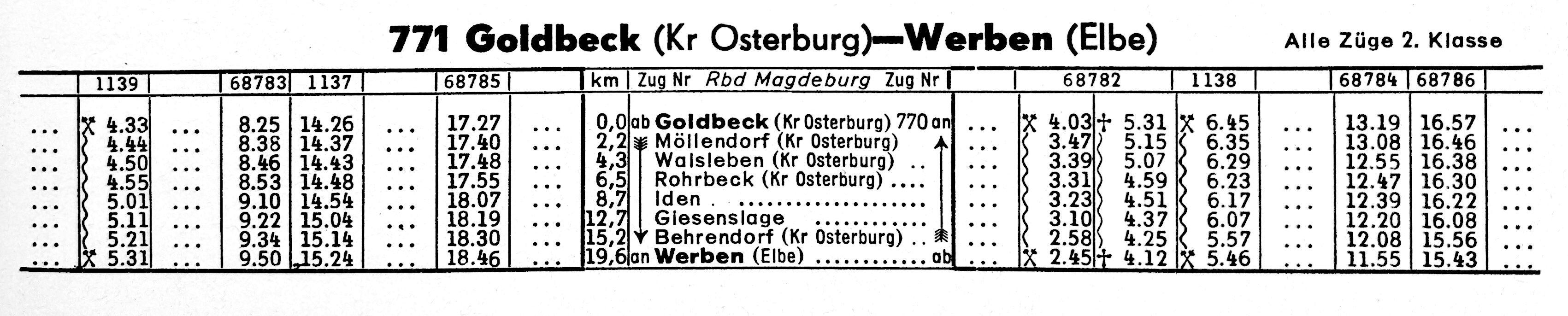
Fahrplan im Sommer 1969

Auf dem Abschnitt vom nördlichen Ortsrand von Goldbeck bis Iden verläuft ein Radweg auf der alten Trasse.

## Besonderheiten
Im Bahnhof Goldbeck kreuzte die Kleinbahn niveaugleich die Hauptbahn. Zur Sicherung waren seltene Deckungssignale, im Signalbuch der Deutschen Reichsbahn als „Sh 2b“ bezeichnet, aufgestellt. Sie sahen wie ein gewöhnliches Schutzhaltsignal aus und waren im Gegensatz dazu beweglich. Aus unbekannten Gründen kamen dazu noch zwei verschiedene Ausführungen zum Einsatz – das eine Signal hatte eine durchbrochene Signalscheibe.

## Fahrzeuge
Die erste Lokomotive war 1886 von der Lokomotivfabrik Krauss & Comp. in München gebaut worden. Sie war zweiachsig und trug den Namen Freise. 1893 wurde eine baugleiche Lokomotive ebenfalls bei Krauss & Co beschafft, sie bekam den Namen Kolle. Ab 1900 kamen vier zweiachsige Dampflokomotiven hinzu, die teilweise ältere Lokomotiven ersetzten. Die Namen Freise, Kolle und Boetel wurden bis zu den letzten Beschaffungen immer wieder neu vergeben. In den 1930er Jahren beschaffte man drei dreiachsige Lokomotiven, davon zwei ehemalige Staatsbahnloks der Bauart T3;  diese Maschinen wurden ab 1949 als 89 6168, 89 6117 und 89 6204 bezeichnet. In den 1960er Jahren kamen leichte Diesellokomotiven der DR-Baureihe V 15 auf die Strecke.
Zur Privatbahnzeit waren drei Personenwagen und zahlreiche Güterwagen vorhanden. In den letzten Betriebsjahren wurden Reisezugwagen mit Ofenheizung erforderlich, da die Diesellokomotiven keine Zugheizvorrichtung hatten. Dafür wurden unter anderem Wagen der Baureihe VB 147 verwendet.

## Überlieferung
Die Überlieferung der Goldbeck-Werben (Elbe) Kleinbahn GmbH befindet sich in der Abteilung Dessau des Landesarchivs Sachsen-Anhalt.